# Ichneumon subversatus
Ichneumon subversatus är en stekelart som beskrevs av Heinrich 1961. Ichneumon subversatus ingår i släktet Ichneumon och familjen brokparasitsteklar. Inga underarter finns listade i Catalogue of Life.